# Протопопов, Дмитрий Иванович (снайпер)
Дмитрий Иванович Протопопов ― участник Великой Отечественной войны, снайпер, уничтожил не менее 49 солдат и офицеров противника.

## Биография
Родился 5 января 1918 года в Баягантайском наслеге Якутской области в многодетной крестьянской семье. Дмитрий окончил только 4 класса, так как семья была небогатой и нужно было помогать родителям по хозяйству. Был старшим из пяти сыновей. Его отец был коневодом колхоза «Ньургуhун», в 1940 году за ударный труд был награждён серебряной медали ВДНХ СССР. Его мать первой в Таттинском районе удостоена звания «Мать-героиня». Сам Дмитрий также работал в колхозе.
Мобилизован в Красную Армию в сентябре 1941 года, его четверо братьев также были мобилизованы. На фронте, по ложному обвинению, попал в штрафную роту. В одном из боев был ранен, что явилось основанием для снятия судимости, после госпиталя снова был направлен на передовую.
За всю войну родные получили от Дмитрия всего два письма.
За взятие высоты у села Чапаевка, Великобелозерского района Запорожской области 23 декабря 1943 года получил свою первую награда — медаль «За отвагу». В этом уничтожил 10 вражеских солдат.
16 февраля 1944 года погиб в бою, освобождая Украину. Ко второй награде Дмитрий Иванович был представлен посмертно. Из наградного листа:
Тов. Протопопов в боях против немецких захватчиков проявил мужество и отвагу. Снайпер Протопопов всегда выходил на выгодные рубежи и уничтожал немецких снайперов, офицеров и подавлял огневые точки. Только с 25 января 1944 года он уничтожил 3-х немецких снайперов, 2-х офицеров, 34 немецких, подавил 3 пулеметных точки, тем самым помог командованию выполнить боевую задачу в борьбе за населенные пункты Золотая балка и Большие Гирлы Н-воронцовского района Николаевской области.

Ходатайствую о награждении посмертно тов. Протопопова орденом Отечественная война II степени. Командир 463 стр. полка подполковник Кизюров. 20 февраля 1944 года.
За этот подвиг 7 марта 1944 года Дмитрий Протопопов был награждён орденом Славы III степени.
Похоронен в селе Золотая Балка.